# Gare de Bakurochō
La gare de Bakurochō (馬喰町駅, Bakurochō-eki) est une gare ferroviaire japonaise de la ville de Tokyo située dans l'arrondissement de Chūō. Elle est desservie par la ligne Sōbu de la JR East.

## Situation ferroviaire
La gare de Bakurochō est située au point kilométrique (PK) 2,3 de la ligne Sōbu.

## Histoire
La gare a été inaugurée le 15 juillet 1972.

## Services aux voyageurs

### Accès et accueil
La gare, située en souterrain, est ouverte tous les jours.

### Desserte
- Ligne Sōbu :
  - voie 1 : direction Tokyo (interconnexion avec la ligne Yokosuka pour Yokohama et Yokosuka)
  - voie 2 : direction Chiba

### Intermodalité
Les stations Bakuro-Yokoyama (ligne Shinjuku) et Higashi-Nihombashi (ligne Asakusa) sont situées à proximité.